# Раденко, Анатолий Григорьевич
Анатолий Григорьевич Раденко (укр. Анатолій Григорович Раденко; 3 августа 1959, Сталино, Украинская ССР) — советский и украинский футболист, полузащитник и тренер. Мастер спорта СССР с 1980 года.

## Карьера
Воспитанник группы подготовки «Шахтёр» Донецк. Первый тренер — Пётр Пономаренко.
С 1977 года — в составе «Шахтёра». В высшей лиге дебютировал 1 июня 1979 года в домашнем матче 11 тура против «Арарата», выйдя на замену на 81 минуте. В 1981—1982 годах выступал за московское «Торпедо». В 1983—1987 годах — вновь играл за «Шахтёр». Позже выступал за клубы «Нистру» Кишинёв (1987), «Заря» Ворошиловград (1988), «Волынь» (1988—1989), «Шахтёр» Донецк (1990, 2 игры), ТП-47 (Финляндия, 1991) «Шахтёр-2» (1992), «Югосталь» Енакиево (1993).
В 1979 году стал серебряным призёром молодёжного чемпионата мира. В финальном матче со сборной Аргентины играл против Диего Марадоны.
В конце 1980-х окончил Московский институт физкультуры. По окончании карьеры игрока работал главным тренером украинских клубов «Волынь» Луцк (1996—1997), «Полиграфтехника» Александрия (1998—1999), «Подолье» Хмельницкий (2002—2003), «Нива» Винница (2003—2004), российского клуба «Сокол» Саратов (1998).
В 2000-х годах покинул футбол и стал священником.

## Достижения
- Серебряный призёр чемпионата СССР 1979 года.
- Чемпион Европы среди молодёжи 1980 года.
- Серебряный призёр молодёжного чемпионата мира 1979 года.
- Серебряный призёр Всесоюзных спортивных игр молодежи 1977 года.
- Обладатель Кубка СССР 1980 года.
- Обладатель Кубка сезона 1984 года.